# Unespa
Unespa, o Unión Española de Entidades Aseguradoras y Reaseguradoras, es la asociación empresarial que agrupa las entidades aseguradoras de España y representa al 96% del mercado español de seguros. Fue fundada en 1977 con la finalidad, según se describe en sus estatutos, de representar, gestionar y defender los intereses económicos, sociales y profesionales de sus asociados. Su presidenta desde 2003 es Pilar González de Frutos, que fue directora general de Seguros del Ministerio de Economía y Hacienda hasta diciembre de 2002.

## Historia de la Asociación

### Origen y funciones
La Unión Española de Entidades Aseguradoras y Reaseguradoras (Unespa) se constituyó el 29 de julio de 1977 como asociación profesional de empresarios, al amparo de la Ley 19/1977 del 1 de abril, que fue la primera en democracia que reguló este tipo de organizaciones. Su finalidad era, y sigue siendo, la defensa de los intereses económicos, sociales y profesionales de las entidades aseguradoras. En su creación, UNESPA ya aglutinaba más del 90% del sector asegurador español. Además, fue miembro fundador de la Confederación Española de Organizaciones Empresariales (CEOE), la “patronal” nacional. Desde el punto de vista estructural, UNESPA, como la mayoría de las organizaciones empresariales españolas, nació con un esquema de presidencia rotatoria y un equipo de gestión profesional para atender las cuestiones ordinarias. Es decir, sus dos primeros presidentes provenían de alguna entidad aseguradora y compartían su labor en Unespa con las tareas que desempeñaban en sus compañías.
El primer presidente de Unespa fue Félix Mansilla (1977-1995), seguido por Álvaro Muñoz (1995-2003). Esta fórmula funcionó hasta el año 2003, fecha en la cual se consideró organizar todo el funcionamiento de la asociación bajo el mandato de un presidente profesional y un equipo reducido de expertos en las diferentes áreas del seguro. Fue así como los miembros de UNESPA decidieron contratar a la actual presidenta, Pilar González de Frutos, quien gestiona la asociación junto con la secretaria general, María Aránzazu del Valle Schaan. En la actualidad son miembros de UNESPA más del 95% de las entidades aseguradoras que operan en España, tanto de forma directa como por medio de otras fórmulas jurídicas como “Libre Prestación de Servicios” o filiales de aseguradoras extranjeras. 
Unespa establece en sus escritos que su propósito es desarrollar sus funciones en un marco de transparencia y actúa como interlocutor ante el supervisor español, la Dirección General de Seguros y Fondos de Pensiones (DGSFP), órgano administrativo que depende de la Secretaría de Estado de Economía y Apoyo a la Empresa, adscrita al Ministerio de Economía y Competitividad de España. La Dirección General de Seguros y Fondos de Pensiones tiene como funciones el cumplimiento de los requisitos precisos para el acceso y la ampliación de la actividad aseguradora y reaseguradora privadas; la supervisión ordinaria de su ejercicio; la preparación de proyectos normativos en materias de competencia; el desarrollo de estudios sobre seguros y reaseguros privados, la mediación de seguros, así como la normativa sobre planes y fondos de pensiones, en línea con los estándares comunitarios fijados por la Autoridad Europea de Seguros y Pensiones de Jubilación (European Insurance and Occupational Pensions Authority o EIOPA, en inglés) y el resto de autoridades tanto nacionales como comunitarias, entre otros. 

### Actuaciones destacadas
Durante sus cerca de 40 años de funcionamiento, Unespa ha acompañado al sector en el desarrollo de los seguros, primero en España, y después también en Europa. Los siguientes son los hechos más destacados: 
- Integración de España en 1986 en la Comunidad Económica Europea (CEE), germen de la actual Unión Europea. Este proceso exigió anticipar, desde 1984, la normativa comunitaria en relación con el sector.
- Libertad de primas, inversiones y condiciones generales de la póliza; es decir, la transición desde un entorno muy regulado, al actual de libre competencia.
- Defensa de los intereses del seguro en todos los cambios normativos que se han producido desde 1977, con especial relevancia de la Ley de Contrato (Ley Básica del sector) y la Ley de Supervisión y sus respectivos desarrollos.
- Impulso para la creación del primer sistema de valoración de daños personales sufridos en accidentes de tráfico, más conocido como baremo de automóviles, y su posterior actualización.
- Transición del sector asegurador al euro, que se implantó en 2002.
- Seguimiento y defensa sectorial en Bruselas de los intereses aseguradores españoles, con especial dedicación, desde el año 2001, al cambio de la normativa de solvencia con especial seguimiento de la Directiva de Solvencia II, aprobada en 2007 y cuyo desarrollo normativo, que todavía continúa, entrará plenamente en vigor en 2016.
- Organización y difusión de estudios y estadísticas sectoriales.
- Creación de convenios de indemnización directa, tales como la creación de sistemas informáticos para la gestión y liquidación de siniestros del seguro del automóvil (CICOS), la atención sanitaria de las víctimas (convenio de daños personales) y la tarificación del seguro mediante el conocimiento de la siniestralidad por medio de la creación de ficheros sectoriales.
- Organización de los cursos de formación continua para los empleados del sector.
- Negociación del convenio colectivo sectorial para los trabajadores del sector, desde su origen.

Unespa ha desarrollado un largo trabajo para impulsar y proyectar la reputación del sector asegurador español. Actualmente, es el referente único para todo el sector, así como una voz autorizada y reconocida para participar, además de los seguros, en la discusión y análisis de todo lo relacionado con el Sistema del Bienestar en España (pensiones, salud, dependencia y riesgos laborales).
Desde Unespa se ha hecho un especial esfuerzo en el desarrollo de la autorregulación. A tal efecto, se han creado nueve guías de buenas prácticas que versan sobre materias tales como el control interno, la discapacidad, internet, los productos unit-linked, la salud, el seguro de automóviles, el ramo de multirriesgos, la protección de pagos y las prácticas de comercialización. Igualmente, la asociación ha impulsado la elaboración del primer libro blanco sobre responsabilidad social corporativa (RSC) y el desarrollo de una hoja de ruta e indicadores propios, complementarios a los estándares internacionales, para impulsar el seguimiento del compromiso social del seguro.

## Presencia internacional

### Interlocutor en Europa
Uno de los principales ámbitos de actuación de Unespa es Europa. En 1977, se incorporó al entonces llamado Comité Europeo de Aseguradoras (CEA), la asociación que aglutina los intereses de las aseguradoras de la región desde 1953. El CEA cambió su nombre por el de Insurance Europe en 2012.
En las últimas cuatro décadas, Unespa ha ejercido de interlocutor en nombre del seguro español en Insurance Europe. Ahí coincide con otras 33 asociaciones nacionales que representan a todo tipo de entidades, desde grandes multinacionales con presencia en todo el planeta y actividad en múltiples líneas de seguro, a compañías monorramo, entidades locales, mutuas o pymes. Como integrante de Insurance Europe, Unespa participa en todas sus comisiones y grupos de trabajo. Estos abarcan áreas tales como el desarrollo del mercado único, la normativa internacional, los asuntos laborales, la fiscalidad, la Directiva de Solvencia II, así como las especificidades de los seguros de vida, enfermedad y daños.

### Fundación de GFIA
Unespa es miembro fundador de la Federación Mundial de Asociaciones de Seguros (Global Federation of Insurers' Associations o GFIA). Esta organización se constituyó en Washington (EE. UU.) el 9 de octubre de 2012, y agrupa a 38 asociaciones de seguros que representan el 87% de las primas del sector de todo el mundo. Las funciones de GFIA son trasladar la opinión del seguro sobre un amplio abanico de cuestiones que afectan a la industria, tales como el debate sobre el riesgo sistémico, la constitución de un marco común de supervisión para grupos financieros trasnacionales, las conductas de mercado, asuntos comerciales, así como la lucha contra el blanqueo de capitales o la inclusión financiera. GFIA, que actúa como una asociación sin ánimo de lucro, busca mejorar la efectividad de la industria realizando aportaciones ante organismos reguladores internacionales y contribuyendo de forma efectiva al diálogo internacional sobre asuntos que afectan al seguro.

### Rol en Latinoamérica
Otro de los ámbitos de actuación de Unespa es Iberoamérica. La constitución de la asociación fue relativamente cercana a la creación de la Federación Interamericana de Seguros (FIDES) y a la aparición de asociaciones empresariales constituidas por aseguradoras en varios países de América Latina. Unespa es miembro activo de FIDES desde 1981. Desde entonces ha mantenido una participación activa en las Conferencias Hemisféricas y en la asamblea de la federación. Además, ha colaborado directamente con las diversas asociaciones de aseguradores de la región. 

## Papel del seguro en la sociedad

### Memoria social del seguro

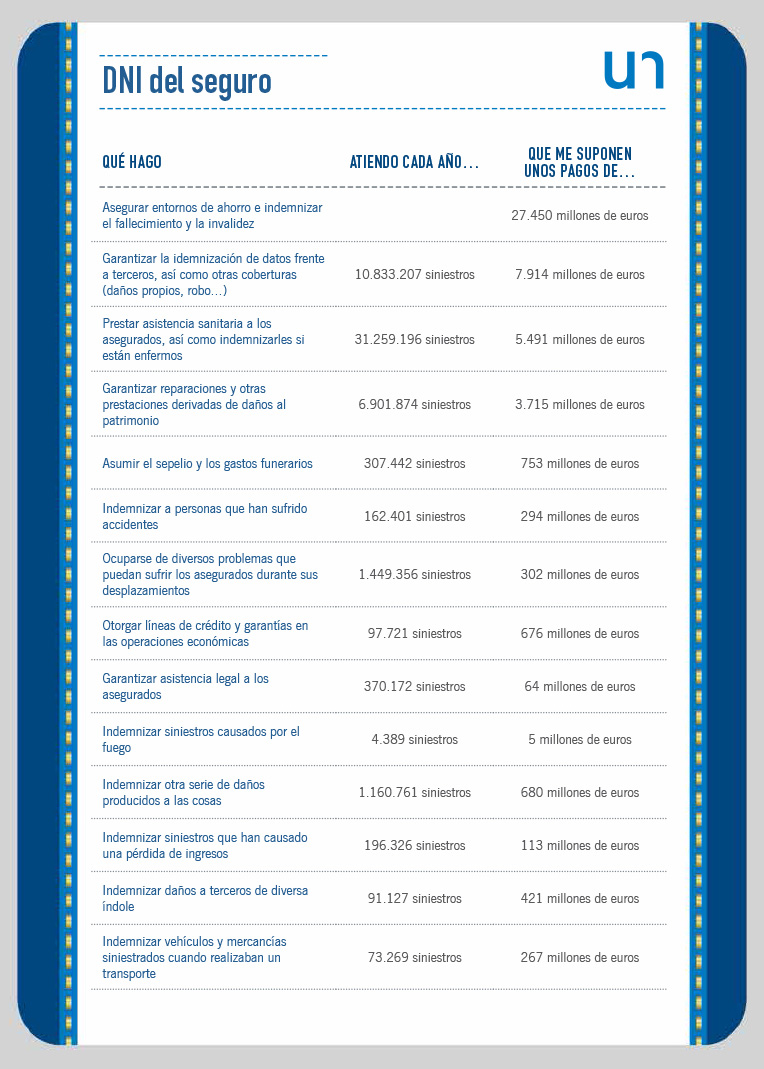
DNI del seguro español en 2013

Desde 2003, UNESPA edita con carácter anual una Memoria Social del Seguro que da cuenta de la labor que efectúa la industria aseguradora en favor de la sociedad en su conjunto.
La edición más reciente de esta obra muestra cómo, en 2014, el sector realizó estas aportaciones a la sociedad española:
- Enlace a la memoria social de 2014:

### Otra información
UNESPA es la propietaria de un fichero, que gestiona Tirea,  donde se recoge los datos relativos a los contratos y el historial de siniestros de cada contratante de seguro de automóviles durante los últimos cinco años.
En 2004, la Audiencia Nacional condenó a UNESPA al pago de 480.809 euros por concertar subidas de las primas de seguros con las empresas aseguradoras de automóviles, confirmando así la resolución del Tribunal de Defensa de la Competencia del año 2000.  